# Filatelieloket
Een filatelieloket is een loket in een postkantoor waar een postzegelverzamelaar postzegels en andere zaken voor zijn verzameling kan krijgen.
Bij een filatelieloket zijn vaak postzegels te koop die aan de gewone loketten al uitverkocht zijn. De ‘andere zaken’ die er worden verkocht, kunnen bijvoorbeeld eerstedagenveloppen, andere poststukken met speciaal stempel, speciale mapjes en soms munten zijn. Vaak heeft een filatelieloket een eigen stempel, waarmee de verzamelaar zijn zojuist aangeschafte postzegels kan laten afstempelen. Een enkele keer is een bepaalde postzegel alleen aan de filatelieloketten verkrijgbaar.

## Het filatelieloket in Nederland
Het eerste filatelieloket van Nederland werd in 1925 geopend in het hoofdpostkantoor van Amsterdam. Behalve Nederlandse postzegels waren er ook postzegels van de toenmalige koloniën te krijgen: Nederlandsch-Indië, Curaçao en Suriname.
Al spoedig volgden meer postkantoren. Enkele jaren later had elke grotere plaats in Nederland wel een filatelieloket. Het loket was meestal maar één dag per week, en dan een beperkt aantal uren, open. Gedurende de rest van de week werd hetzelfde loket gebruikt voor de ‘normale’ loketdiensten.
Tot de zegels die (bijna) uitsluitend bij de filatelieloketten verkrijgbaar waren, behoorden de eigen zegels van het Internationaal Gerechtshof in Den Haag. Tussen 1947 en 1989 waren ze bovendien ook nog alleen gestempeld verkrijgbaar.

## Filatelieloketstempels
Op 2 september 1986 kreeg Zevenaar de primeur van het eerste filatelieloketstempel. Het was het begin van een lange reeks eigen stempels van de filatelieloketten. Ze droegen allemaal een afbeelding van iets dat karakteristiek was voor de bewuste plaats (meestal een bouwwerk, soms het gemeentewapen), de plaatsnaam, de datum, het woord ‘filatelieloket’ en als buitenrand een cirkel opgebouwd uit punten.
Met het filatelieloketstempel kon de verzamelaar zijn post laten afstempelen. Hij hoefde die post niet zelf aan te bieden, maar kon deze ook opsturen naar de directeur van het postkantoor met het verzoek die af te stempelen met het filatelieloketstempel.
Aanvankelijk werd met de ingebruikneming van een filatelieloketstempel meteen ook een nieuw product aangeboden: de stedekaart. Dat was een kaart op briefkaartformaat met dezelfde afbeelding als het filatelieloketstempel en voorzien van een postzegel met dat stempel. Dit product sloeg echter niet aan bij het publiek en na het 64e filatelieloketstempel werden geen nieuwe stedekaarten meer aangemaakt.
Uiteindelijk zijn 207 filatelieloketstempels in gebruik gesteld. De laatste was Uithoorn op 17 december 1991.

## Het einde van het Nederlandse filatelieloket
In 2001 besloot PTT Post per 1 juli van dat jaar alle filatelieloketten te sluiten. De postkantoren kregen de order hun filatelieloketstempel op te sturen naar het Museum voor Communicatie in Den Haag. Slechts 58 postkantoren deden dat. Het museum hield 19 stempels voor zijn collectie. 39 stempels zijn vernietigd. Waar de rest is gebleven, is onbekend, afgezien van het stempel van Krommenie. Dat is te bezichtigen in de bibliotheek van de Koninklijke Nederlandse Bond van Filatelistenverenigingen te Houten.
De functie van het filatelieloket wordt sindsdien vervuld door de Filatelistische Dienst in Groningen, die zich tegenwoordig CollectClub noemt. Daar kan de verzamelaar bestellingen plaatsen of een abonnement op de postzegels van Nederland nemen.